# Лохов, Николай Николаевич
Николай Николаевич Лохов (итал. Nicola Lochoff; 20 октября 1872, Псков — 7 июля 1948, Флоренция) — русский художник-копиист и реставратор.

## Биография
Родился в купеческой семье. Его отец, Николай Александрович Лохов (?—1877, Псков), торговавший металлом, был потомственным почётным гражданином города Пскова. В 1882 году Николай Лохов поступил в подготовительный класс Псковской губернской гимназии, где с перерывами по болезни учился до 1891 года. Затем его перевели в 8-ю Гимназию Императорского человеколюбивого общества в Санкт-Петербурге, которую он окончил в 1893 году. В том же году он поступил на физико-математический факультет Санкт-Петербургского университета. В последующие годы по разным причинам его несколько раз отчисляли и восстанавливали в университете. В марте 1899 года он был окончательно отчислен за участие в студенческих беспорядках.
После отчисления из университета Лохов жил в родном Пскове, где познакомился с жившим там в 1900 году В. И. Лениным (не имевшим права возвращаться в столицу после ссылки в Шушенском). 13 октября 1900 года Лохов был приговорён к высылке в Астраханскую губернию на четыре года под надзор полиции, но бежал за границу. В эмиграции жил в Швейцарии, где вновь повстречался с В. И. Лениным. С 1899 по 1905 год Лохов состоял в РСДРП, примкнув к крылу т. н. «экономистов» и возглавив зарубежную редакцию газеты «Рабочая мысль», которая полемизировала с ленинской «Искрой». В газете он писал статьи под псевдонимом «Ольхин». В 1901 году Лохов создал ставший знаменитым рисунок «Социальная пирамида». Это изображение было повторено несколько раз в печати и стало основой для создания многочисленных изображений под общим названием «Пирамида капиталистической системы».
После состоявшегося в Брюсселе в 1903 году 2-го съезда Российской социал-демократической рабочей партии, Лохов вместе с другими русскими революционерами был выслан из Бельгии и переехал в Лондон, а оттуда в Париж. Он зарабатывал на жизнь продажей своих картин. В 1906 году Лохов вернулся в Россию. К тому времени он разочаровался в революционных идеях, ушёл из политической деятельности и посвятил себя искусству. Главной целью жизни было создание для России галереи копий фресок и картин мастеров итальянского Возрождения. Идею поддержал директор Московского музея изобразительных искусств имени Александра III Иван Владимирович Цветаев (отец Марины Цветаевой). Финансовая поддержка этого начинания была получена от Владимира Васильевича Якунчикова (сына Василия Ивановича Якунчикова) и «Общества друзей идеи Лохова». Художник получил предоплату за написание 70 копий и пособие для проживающих за границей. В 1907 году он уехал с семьёй в Италию и поселился во Флоренции.
Лохов был самоучкой — не имея художественного образования, он постигал секреты живописи интуитивно, лично «проживая» всю историю искусства. Его копии отличались безупречной точностью, абсолютной верностью оригиналу. Он сам делал грунтовку и краски по старинным рецептам, повторял фактуру работ, характер штриха, последовательность слоя и глазури, индивидуальные приёмы старых мастеров.
Во время Первой мировой войны Лохов, оказавшись отрезанным от России, перестал получать финансирование и впал в нищету, но продолжал работать, не оставляя мечты отправить домой коллекцию своих живописных копий. В 1920-х годах он начал профессионально заниматься реставрацией и получать заказы от итальянского правительства. В частности, он восстановил фрески Фра Анджелико во дворе монастыря Сан-Марко. В 1924—1925 годах, будучи экспертом по старой итальянской живописи, он несколько раз посещал Париж. В 1927—1928 он продал несколько своих копий музеям и частным коллекционерам, но проданные картины были им в обязательном порядке повторены из соображений заботы о целостности коллекции. В 1930-х он писал пейзажи центральной Италии (из которых сохранилось около десяти).
В начале 1920-х годов Лохов установил отношения с сотрудниками Художественного музея Фогг в Гарвардском университете. В несколько этапов музей приобрёл у него копии трёх знаменитых произведений флорентийских мастеров: «Изгнание из Эдемского сада» (Мазаччо) из церкви Санта-Мария дель Кармине; «Шествие волхвов» (Беноццо Гоццоли) из Палаццо Медичи Риккарди, а также «Сельский концерт» (Джорджоне) из Палаццо Питти. В число американских учреждений, которые приобрели произведения Лохова, вошли Музей искусств Портленда в Орегоне (копии портретов герцога и герцогини Урбинской работы Пьеро делла Франческа, из Уффици); Школа Св. Марка в Саутборо (триптих Джованни Беллини, из венецианской церкви Фрари); Школа Святого Павла в Конкорде, Нью-Гемпшир (Мадонна с двумя святыми Пьетро Лоренцетти, из базилики Святого Франциска Ассизского) и другие.
Николай Лохов скончался 7 июля 1948 года и был похоронен на так называемом некатолическом кладбище Аллори.
Наследники художника через посольство в Риме предложили СССР приобрести коллекцию копий, но получили отказ. Затем, с помощью историка искусства Бернарда Беренсона, 22 полотна были приобретены Хелен Фрик, дочерью американского коллекционера Генри Клея Фрика, которая в конечном итоге пожертвовала их Университету Питтсбурга, где они в настоящее время выставлены в т. н. «Клуатре Николая Лохова» в университетском «Доме изящных искусств Фрика».

## Память
21 декабря 2017 года на здании Псковской гимназии, где учился художник, была установлена мемориальная доска в его честь.

## Семья
Николай Лохов был женат на Марии Митрофановне Сизаревой. Будущие супруги встретились в Санкт-Петербурге ещё студентами и стали неразлучными на всю долгую совместную жизнь. Мария Лохова заняла во флорентийской русской колонии видное место церковного старосты. В 1905 году в Париже у Лоховых родился сын Борис, а в 1915 году во Флоренции — дочь Лидия. Лидия Николаевна Лохова (в замужестве — Кручиани), занималась переводами с русского на итальянский. По её текстам, к примеру, флорентийский театр оперы и балета Комунале поставил оперу Чайковского «Мазепа» и оперу Прокофьева «Война и мир».

## Иллюстрации
- Николай Лохов. Копия картины Фра Анджелико «Распятие со святым Домиником»
- Николай Лохов. Копия картины Симоне Мартини «Явление Христа и ангелов во сне святого Мартина»
- Николай Лохов. Копия картины Симоне Мартини «Святая Клара Ассизская»
- Николай Лохов. Копия картины Андреа дель Кастаньо «Царица Эсфирь»
- Николай Лохов. Копия картины Фра Анджелико «Пётр Мученик предписывает молчание»
- Николай Лохов. Копия картины Фра Анджелико «Два доминиканца принимают Христа в образе паломника»
- Николай Лохов. Копия картины Джованни Беллини «Мадонна с двумя святыми»
- Николай Лохов. Копия картины Симоне Мартини «Благовещение»
- Николай Лохов. Копия картины Симоне Мартини «Святая Клара Ассизская»
- Николай Лохов. Копия картины Сандро Боттичелли «Мадонна с гранатом»
- Николай Лохов. Копия картины Пьеро делла Франческа «Воскресение Христово»
- Николай Лохов. Копия картины Дуччо ди Буонинсенья «Дорога в Эммаус»
- Николай Лохов. Копия картины Сандро Боттичелли «Рождение Венеры»
- Николай Лохов. Копия картины Джотто ди Бондоне «Святой Франциск Ассизский проповедует птицам»
- Николай Лохов. Копия картины Пьеро делла Франческа «Федерико да Монтефельтро»
- Николай Лохов. Копия картины Пьеро делла Франческа «Баттиста Сфорца»